# الیسن جی۷۱
الیسن جی۷۱ (به انگلیسی: Allison J71) یک موتور هواگرد ساختِ کارخانهٔ الیسن انجین در کشور ایالات متحده آمریکا است.